# Наумкино (Пензенская область)
Наумкино — село в Шемышейском районе Пензенской области России. Входит в состав Старозахаркинского сельсовета.

## География
Село находится на юго-востоке центральной части Пензенской области, в пределах северного склона холмистой Хвалынской гряды, в лесостепной зоне, на правом берегу реки Няньги, на расстоянии примерно 4 километров (по прямой) к западу-юго-западу от Шемышейки, административного центра района. Абсолютная высота — 162 метра над уровнем моря.

### Климат
Климат характеризуется как умеренно континентальный. Средняя температура воздуха самого тёплого месяца (июля) — 20 °C (абсолютный максимум — 38 °C); самого холодного (января) — −19 °C (абсолютный минимум — −44 °C). Безморозный период длится 126 дней. Период активной вегетации составляет 135—145 дней. Годовое количество атмосферных осадков — 490 мм, из которых большая часть выпадает в тёплый период. Снежный покров держится в течение 149 дней.

### Часовой пояс
Село Наумкино, как и вся Пензенская область, находится в часовой зоне МСК (московское время). Смещение применяемого времени относительно UTC составляет +3:00.

## Население
| 1709  | 1718  | 1748  | 1762  | 1795  | 1859  | 1877  |
| ----- | ----- | ----- | ----- | ----- | ----- | ----- |
| 126   | ↘69   | ↗228  | ↘220  | ↗394  | ↗1292 | ↗1460 |
| 1884  | 1897  | 1900  | 1914  | 1921  | 1926  | 1930  |
| ↗1547 | ↗1773 | ↗1942 | ↗2109 | ↗2541 | ↘2085 | ↘2001 |
| 1939  | 1959  | 1979  | 1989  | 1996  | 2002  | 2010  |
| ↘1153 | ↘990  | ↘722  | ↘496  | ↘413  | ↘386  | ↘366  |

### Национальный состав
Согласно результатам переписи 2002 года, в национальной структуре населения мордва составляла 73 %, русские — 26 %.